# Латгальцы
Латга́льцы (латгалы, латг. latgali, latgalīši; латыш. latgalieši) — этническая группа в составе латышей, коренное население Латгалии — историко-культурной области в восточной части Латвии. Говорят на латгальском языке и на латышском литературном языке.
Иногда рассматриваются как отдельный народ, однако этническая самоидентификация выражена слабо, большинство латгальцев считает себя латышами.

## История
Сформировались на основе балтийских племён латгалов и селов, населявших в древности земли современной восточной части Латвии, которые отошли в XVI веке к Речи Посполитой (Инфлянтское воеводство или Польские Инфлянты, Инфлянтия), а затем в 1772 году — к Российской империи [с 1802 года — Динабургский (позднее Двинский), Режицкий и Люцинский уезды Витебской губернии].
Формирование этнической группы латгальцев вызвано исторической территориальной обособленностью региона Латгалии, отделённого от остальных частей современной Латвии государственными (в 1629—1772 годах), а затем административными границами (до 1919 года). На самосознание латгальцев существенное влияние оказали польская и частично литовская, русская и белорусская культуры, а также католицизм (основная часть верующих латгальцев — католики, что отличает их от других латышей, являющихся преимущественно протестантами, прежде всего лютеранами). Таким образом, своеобразие латгальцев, помимо особенного языка и быта, обусловлено ещё и религиозными отличиями.
В конце XVIII и в первой половине XIX веков некоторая часть латгальцев расселилась в других частях Российской империи, в основном в её западных губерниях. Широкого размаха этот процесс достиг в конце XIX — начале XX веков, когда в результате переселенческого движения тысячи латгальцев перебрались на свободные земли в Сибирь (в основном в Енисейскую и Томскую губернии).
Важнейшую роль в становлении латгальской идентичности, а также подготовке духовной и светской литературы на латгальском языке сыграли выпускники и воспитанники Санкт-Петербурской католической духовной семинарии и академии.
В 1900 году общественный деятель Франц Кемп (латыш. Francis Kemps) предложил использовать вместо применявшихся ранее терминов «Инфлянтия», «инфлянтцы» («инфлянты», «инфлянтчики») и «витебские латыши» новые обозначения для трёх западных уездов Витебской губернии и живших там латышей — Латгалия (латг. Latgola; латыш. Latgale) и латгальцы.
В 1908 году в Санкт-Петербурге вышла в свет первая грамматика латгальского языка, написанная латгальцем, — «Латышская грамматика летгальского наречия» (рус. дореф. «Латышская грамматика летгальскаго нарѣчія») Антона Скринды.
После Февральской революции в России, 26 апреля (9 мая) — 27 апреля (10 мая) 1917 года в городе Режице (ныне Резекне) Витебской губернии прошёл Первый съезд латышей Латгалии (латг. Pyrmais Latgolys latvīšu kongress), известный также в историографии как Первый Латгальский конгресс. На нём было провозглашено, что латыши Лифляндской и Курляндской губерний («балтийские латыши») и латыши Витебской губернии («латгальские латыши») являются единым латышским народом. Также декларировалась необходимость объединения всех латышских земель в рамках автономного образования (автономной Латвии) в составе Российского государства, при сохранении за латышами Латгалии (то есть латгальцами) прав самоуправления в области языка, вероисповедания, школьного образования и др.
В начале 1919 года три латгальских («инфлянтских») уезда Витебской губернии включили в состав Социалистической Советской Республики Латвии, затем в 1920 году по Рижскому мирному договору они отошли к независимой Латвийской Республике. В объединённой Латвии латгальцы официально считались частью единого латышского народа, при этом латгальский язык преподавался в школах Латгалии, и на нём разрешалось вести делопроизводство. Но с 1934 года, после государственного переворота Карлиса Улманиса, началось вытеснение из общественного употребления латгальского языка и проводилась политика ассимиляции латгальцев (так было прекращено использование латгальского языка в местном делопроизводстве и при обучении в школах, перестали выпускаться периодические издания на латгальском языке, часть латгальских крестьян в принудительном порядке переселили в другие районы Латвии).
В 1940 году после включения Латвии в состав СССР на правах союзной республики была разрешена издательская деятельность на латгальском языке (такое же положение сохранялось и при немецкой оккупации Латвии). Однако в конце 1950-х годов на волне борьбы с «буржуазным национализмом» выпуск печатной продукции (газет, книг) на этом языке в Советском Союзе опять прекратился вплоть до 1989 года. В результате центром по изданию латгальской литературы становится издательство В. Лоциса в Мюнхене (Германия). В эмигрантской среде выходят газета «Latgola» («Латгалия»), в дальнейшем — «Latgolas Bolss» («Голос Латгалии»), журнал «Dzeive» («Жизнь»), сборник «Acta Latgalica».
С конца 1980-х годов в Латвии наблюдается возрождение латгальской культуры и языка: возникли латгальские культурные общества и центры, появились фольклорные ансамбли. На латгальском языке издаются книги и периодические издания, выходят передачи на радио и телевидении, проводятся богослужения. Латгальский язык ограниченно доступен для изучения в некоторых высших учебных заведениях Латвии (в частности, в Латвийском университете), а также в Рижской католической духовной семинарии. Однако в общеобразовательных школах его не преподают, за исключением факультативных занятий.
В 1989 году в городе Резекне основано Латгальское культурное общество (латг. Latgalīšu kulturys bīdreiba), которое занимается сохранением культурного своеобразия и языка латгальцев. Оно осуществляет издание книг и другой печатной продукции на латгальском языке, содействует установлению памятников и размещению памятных досок выдающимся латгальцам, проводит работу по изучению и популяризации истории Латгалии.
В 1990 году Резекненский краеведческий музей преобразован в Латгальский культурно-исторический музей, действующий и поныне.
В 1991 году в Даугавпилсе создан Латгальский исследовательский институт, который занимается научными исследованиями Латгалии (продолжает деятельность основанного в 1960 году в эмиграции исследовательского института). В 2006 году он был реорганизован в научный институт Даугавпилсского университета.
В 1991 году был снят первый художественный фильм на латгальском языке «Дитя человеческое» (латг. «Cylvāka bārns»), созданный по одноимённому роману Яниса Клидзейса.
В 2009 году впервые вручена премия Boņuks, которой отмечаются достижения в области латгальской культуры.
С 2010 года используется неофициальный флаг Латгалии, созданный предпринимателем и историком-краеведом Марисом Румаксом, а в 2023 году президентом Латвии Э. Левитсом утверждён официальный флаг этой исторической области.
В 1992, 2002, 2012, 2017 годах в городе Резекне состоялись всемирные съезды латгальцев, а в 2017 и 2022 годах там же проходили Латгальские конгрессы (Латгальский конгресс 2017 года был проведён в рамках 4-го Всемирного съезда латгальцев).

## Латгальский язык
Латгальский язык имеет свой грамматический строй и речевую систему. Он рассматривается лингвистами либо как самостоятельный язык, входящий в восточную группу балтийских языков, либо как диалект латышского языка. Представление о латгальском языке как о самостоятельном языке обусловлено наличием у него лингвистических особенностей и достаточно давней письменной традицией (самая старая сохранившаяся печатная книга на латгальском языке датирована 1753 годом). В то же время, в самой Латвии «латгальский письменный язык», согласно статье 3 Закона о государственном языке, считается «исторической разновидностью латышского языка», а латгальские говоры рассматривают как верхнелатышский диалект латышского языка.
Возникновение латгальского литературного языка связано с деятельностью представителей католического духовенства, прежде всего иезуитов. Поэтому печатные издания на латгальском языке XVIII — первой половины XIX веков — это в основном книги религиозного содержания.
В 1865—1904 годах развитию латгальской письменности препятствовал запрет на использование в печати латиницы, введённый в Северо-Западном крае Российской империи после Польского восстания 1863—1864 годов.
Новый расцвет латгальской литературы вызван плодотворной работой деятелей «национального пробуждения» в начале XX века (Ф. Кемп, Ф. Трасун, Н. Ранцан, братья Б., К. и А. Скринды).
После Октябрьской революции 1917 года и последующих событий латгальская литература развивалась параллельно в независимой Латвии и СССР, где существовала достаточно крупная латгальская община. Однако после окончания Второй мировой войны издательская деятельность на латгальском языке в теперь уже Латвийской ССР постепенно прекратилась, и латгальская литературная традиция сохранялась и развивалась в основном в эмигрантской среде.
Печатные издания на латгальском языке вновь начинают выходить в Латвии лишь с начала 1990-х годов, большую работу в этой области осуществляет издательство Центра латгальской культуры в городе Резекне.

## Численность
Подсчёты численности латгальцев осложняются тем, что в настоящее время в Латвии они официально считаются частью латышского народа, их не выделяют отдельно ни при проведении переписей населения, ни в других государственных статистических исследованиях. По данным на начало 2000-х годов, латгальским языком в Латвии постоянно пользовались 150—200 тыс. чел. (хотя в начале XX века это число могло доходить до полумиллиона человек). По другим данным, на 2007 год в Латвии проживало свыше 500 тыс. латгальцев. Согласно некоторым расчётам, латгальцы составляют от 11 до 22 % от общей численности населения Латвии (однако по официальным данным переписи населения 2011 года латгальский язык в повседневной жизни использовало около 165 тыс. чел. или 8,8 % жителей Латвии, при этом в Латгалии доля постоянно говорящих на латгальском языке достигала 35,5 %). Небольшое количество латгальцев ныне живёт также в России (преимущественно в Красноярском крае и Новосибирской области) и некоторых других странах (Германия, Швеция, США, Канада, Австралия).

## Латгальцы в СССР и современной России
В 1926 году в СССР проживало 9,7 тыс. латгальцев, в 1939 году — 13,9 тыс. (в основном в Сибири). Работали латгальские школы, при Ленинградском педагогическом институте имени А. И. Герцена открылось латгальское отделение, а в 1931—1938 годах существовало латгальское отделение при Ачинском педагогическом техникуме (Красноярский край, РСФСР). Кроме того, в Ачинске был создан латгальский театр. На латгальском языке издавались газета «Taisneiba» («Правда»; 1926—1937) в Новосибирске, журнал «Ceiņas Кarūgs» («Знамя Борьбы»; 1933—1937) в Москве, различные книги и др. Однако в 1937—1938 годах обучение и издательскую деятельность на латгальском языке свернули, многие латгальцы подверглись репрессиям.
До Второй мировой войны в Советском Союзе официально признавали латгальцев отдельным народом: например, они выделялись как отдельная народность при переписи населения СССР в 1926 и 1939 годах. В послевоенные годы в СССР возобладала теория о консолидации социалистических наций, и латгальцы уже считались этнографической группой в составе латышей (населением Латгалии). Помимо этого, к началу 1960-х годов в СССР прекращается издание газет, книг и другой печатной продукции на латгальском языке. Последнее издание — «Kolhoznīku kalendars 1960» («Календарь колхозников 1960») — вышло в 1959 году. Также был закрыт Латгальский театр в Резекне, перестали проводиться традиционные Праздники песни Латгалии.
В современной России латгальцы признаются этнической группой в составе латышей. При этом в ходе переписей населения разрешено указывать такую национальность, как латгалец. Согласно данным переписи населения 2010 года, в Российской Федерации проживало 1,1 тыс. латгальцев (в 2002 году их было 1,6 тыс. чел.), в том числе:
- Красноярский край — 578
- Новосибирская область — 174
- Томская область — 87
- Кемеровская область — 67
- Хакасия — 35
- Омская область — 21
- Санкт-Петербург — 15
- Тюменская область — 9
- Краснодарский край — 9
- Калининградская область — 8
- Самарская область — 7
- Приморский край — 7
- Вологодская область — 6
- Коми — 6
- Амурская область — 6
- Якутия (Саха) — 6
- Волгоградская область — 6

Латгальский язык изучают на отделении балтистики кафедры общего языкознания филологического факультета Санкт-Петербургского государственного университета.

## Известные латгальцы
|  | Франц Кемп (1876—1952) — латвийский общественный деятель, писатель и журналист. |

|  | Франц Трасун (1864—1926) — католический священник, политический деятель. |

|  | Алоиз (Алексей Егорович) Трупп (1856—1918) — камер-лакей последнего российского императора Николая II. Расстрелян в Екатеринбурге вместе с членами бывшей императорской семьи. |

|  | Никодем Ранцан (1870—1933) — католический священник, общественный деятель, литератор. |

|  | Владислав Рубулис (1887—1937) — латвийский политик. |

|  | Франциск Варславан (1899—1949) — первый латгальский профессиональный художник. |

|  | Янис Клидзейс (1914—2000) — писатель, почётный член Академии наук Латвии. |

|  | Ануфрий Викентьевич Болбот (1920—1995) — советский авиаконструктор, доктор технических наук, Герой Социалистического Труда. |

## Комментарии
1. ↑  Например, при переписи населения Латвии 2011 года было определено количество людей, постоянно говорящих на латгальском языке. Учёт числа собственно латгальцев в данной переписи просто не вёлся. При этом согласно социологическим исследованиям на латгальском языке говорят лишь 70 % латгальцев Латвии (подробнее см. Алантс О., Гапоненко А. Латгалия: в поисках иного бытия. — Рига, Институт европейских исследований, 2012. — ISBN 978-9934-8113-3-3. — С. 489).
2. ↑  Согласно официальным данным переписи населения Латвии 2011 года, наибольший процент постоянно говорящих на латгальском языке от общего числа населения отмечен в Циблском (87,5 %), Балтинавском (85,8 %), Карсавском (84,2 %) и Варкавском (82,9 %) краях региона Латгалии. См.: Краткие результаты переписи населения Латвии 2011 года (латыш.).
3. ↑  Так, в 1952 году вышел последний номер газеты на латгальском языке «Latgolas Taisneiba» (Даугавпилсский район), в 1957 году прекратилось издание на латгальском языке газеты «Ausma» (город Резекне и Резекненский район), в 1958 году — газеты «Ludzas Taisneiba» (Лудзенский район).